# 道の駅さくらの里きすき
道の駅さくらの里きすき（みちのえき さくらのさときすき）は、島根県雲南市木次町山方にある国道54号の道の駅である。

## 施設
- 駐車場：62台
  - 普通車：53台
  - 大型車：9台
  - 身障者用：2台
- トイレ
  - 男：大 2器・小 6器
  - 女：8器
  - 身障者用：1器
- 公衆電話：2台
- レストラン
- 売店
- 休憩所 (24H)
- 情報コーナー (24H)
- ポプラ (コンビニエンスストア) (6:30-22:30)

## 休館日
- 1月1日

## アクセス
- 国道54号 - 登録路線

## 周辺
- 出雲湯村温泉